# V4332 Sagittarii
V4332 Sagittarii är en ensam stjärna i den norra delen av stjärnbilden Skytten. Den har en skenbar magnitud av 8,5 och kräver en kraftig handkikare eller ett mindre teleskop för att kunna observeras. Baserat på beräknad parallax på 0,0017 mas beräknas den befinna sig på ett avstånd på ca 12 000 ljusår (ca 3 700 parsek) från solen.

## Observation
V4332 Sagittarii är ett novaliknande objekt upptäckt den 24 februari 1994 av den japanska amatörastronomen Minoru Yamamoto från Okazaki, Aichi prefektur och senare bekräftad av K. Hirosawa. Ursprungligen betecknad Nova Sagittarii 1994 #1, fick den variabelbeteckningen V4332 Saittagrii. Ett spektrum av händelsen som togs den 4 mars saknade de karakteristiska egenskaperna hos en klassisk nova, med emissionslinjerna endast från Balmerserien. Efterföljande spektrum visade en snabb nedgång i ljusstyrka och en förändring av spektraltyp under en period av fem dygn. År 2003 var objektet ca 1 500 gånger svagare än vid toppmagnituden och visade ett spektrum av en stjärna av spektraltyp M.

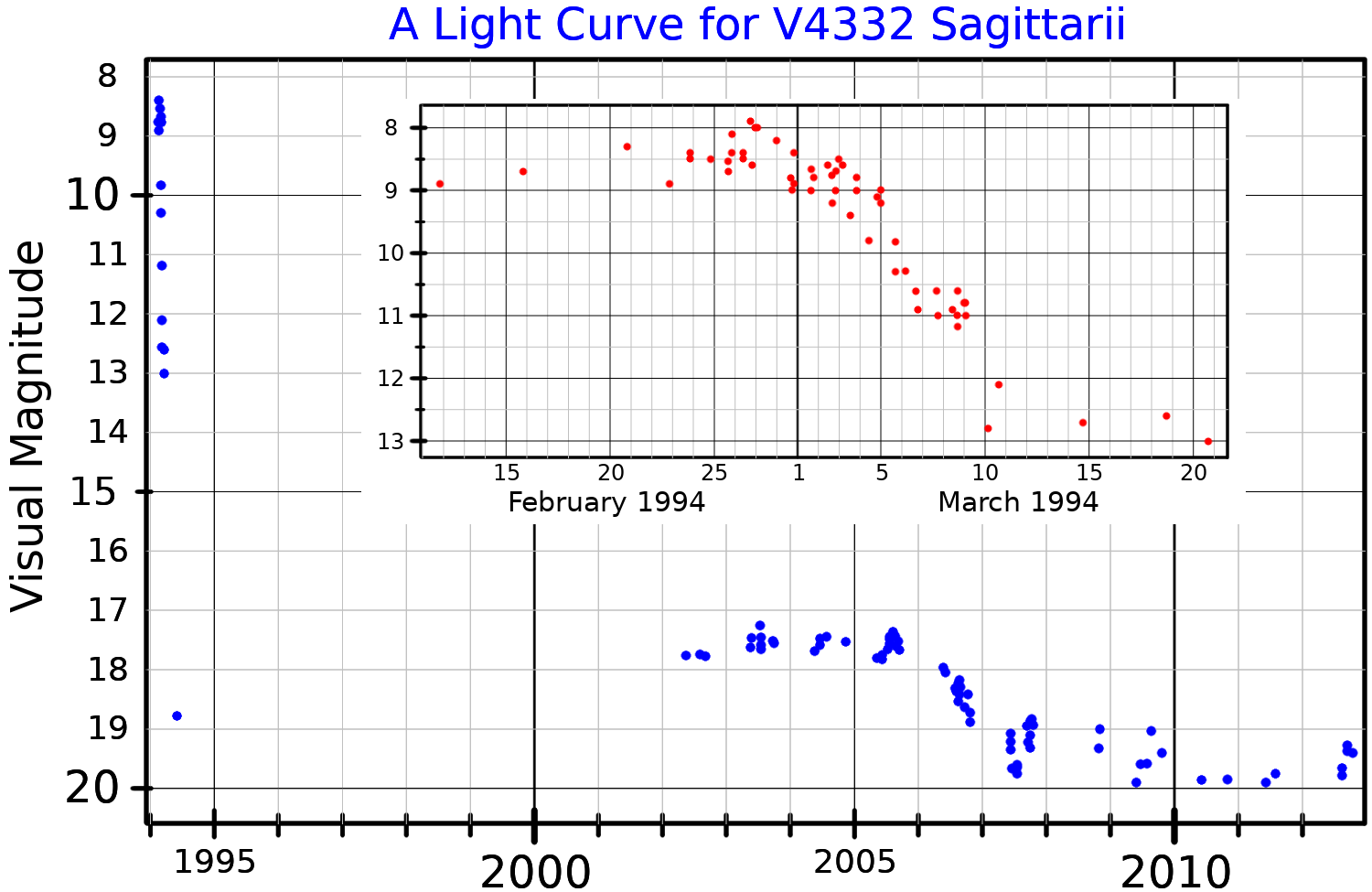
Ljuskurva i synliga bandet för V4332 Sagittarii. Huvuddiagrammet, plottad efter Tylenda et al. (2015), visar den långsiktiga variabiliteten och infällda diagrammet, plottad efter Martini et al. (1999), visar variationen under de första veckorna av utbrottet.

Den novaliknande händelsen V838 Monocerotis och detta utbrott bildade en ovanlig kategori av utbrytande stjärnor. År 2003 föreslog N. Soker och R. Tylenda ett tillväxtscenario som en förklaring. De noterade att en sammanslagning av två huvudseriestjärnor i en snäv binär bana kunde förklara de observerade egenskaperna,en process som nu är känd som en luminös röd nova. I detta scenario var minskningen i ljusstyrka och radie för V4332 Sagittari en konsekvens av att det sammanslagna stjärnhöljet genomgick gravitationssammandragning.
Ett överskott av infraröd strålning från objektet tyder på att det har en omgivande stoftskiva. Det infraröda spektrumet för denna funktion visade ett absorptionsband av vattenis och ett band för kolmonoxidemission. År 2010 hade stjärnkomponenten blivit dold av en stoftskiva sedd på kanten. Detta stoft innehåller en betydande komponent av aluminiumoxid, med växande mängder magnesiumoxid och järnoxid.